# Panurgus buteus
Panurgus buteus är en biart som beskrevs av Warncke 1972. Panurgus buteus ingår i släktet fibblebin, och familjen grävbin. Inga underarter finns listade i Catalogue of Life.